# Сахалинский областной центр народного творчества
Сахалинский областной центр народного творчества (Государственное бюджетное учреждение культуры «Сахалинский областной центр народного творчества», ОЦНТ) — некоммерческая организация, осуществляющая организационно-методические функции, сочетающиеся с творческой деятельностью в сфере народного творчества и культурно-досуговой деятельности. Базируется в Южно-Сахалинске по адресу: 693007,просп. Победы, 24.

## История
Сахалинский Областной Дом народного творчества был создан в 1950 году. Первым его директором стала Г. Н. Касаткина — артистка драматического театра г. Александровска-Сахалинского. В начале работы был произведён учёт действующих в области коллективов художественной самодеятельности, подготовлены методические пособия, репертуарные сборники и рекомендательные списки для агитбригад к различным общественно-политическим событиям. Были организованы курсы хормейстеров, семинары для директоров домов культуры, курсы художественных руководителей.
В эти годы на Сахалине были проведены смотры сельской художественной самодеятельности, смотры-конкурсы самодеятельных театральных, хоровых коллективов, фотовыставки, выставки произведений декоративно-прикладного искусства. При домах культуры создавались агитбригады для выступлений на лесозаготовительных участках, в рыболовецких станах, в совхозах и колхозах.
В 1960 году был объявлен первый конкурс на лучшее произведение для коллективов художественной самодеятельности на местном материале, разослано Положение и создан премиальный фонд. В целях оказания помощи сельской художественной самодеятельности со стороны профессиональных работников культуры были организованы консультационные пункты, семинары руководителей хоровых, танцевальных, хореографических коллективов. Ежеквартально ОДНТ издавал методические рекомендации для клубных учреждений.
В 1977 году наметилась тенденция к снижению числа участников самодеятельности. Меньше стало хоровых, оркестровых коллективов. Для того, чтобы оживить работу, было решено проводить областные конкурсы, фестивали, смотры по жанрам художественной самодеятельности, организовывать зональные праздники песни, музыки, танца.
В 1979 году был создан Областной научно-методический центр народного творчества и культурно-просветительной работы, который объединил Дома народного творчества и методический кабинет культпросветработы. С 1979 по 2000 год ОНМЦ возглавлял заслуженный работник культуры Э. А. Боровков.
В 80-е годы основные мероприятия ОНМЦ проходили в рамках I Всесоюзного смотра самодеятельного художественного творчества, посвященного 40-летию Победы в Великой Отечественной войне, II Всесоюзного фестиваля, посвященного 70-летию Октябрьской революции, III Всесоюзного фестиваля народного творчества. Центр принимает активное участие в подготовке делегаций на Всероссийские фестивали, оказывает творческую помощь коллективам.
В 1993 году ОНМЦНТиКПР был преобразован в Сахалинский областной центр народного творчества. В числе постоянных смотров, конкурсов и фестивалей сотрудники ОЦНТ стали проводить досуговые мероприятия, прежде не свойственные Центру: губернаторские новогодние балы, губернаторские вечера-встречи с ветеранами войны, праздничные концерты к 23 Февраля. Стали проводиться концерты, посвящённые славянской культуре и обрядовым праздникам: Пасхе, Рождеству, Троице, Масленице. С большим размахом и высоким профессионализмом в юбилейном 2010 году был организован и проведён посвящённый Великой Победе Гала-концерт «Моя Весна — Моя Победа» с участием лучших коллективов и исполнителей области.
В последние годы среди наиболее успешных фестивалей стоит назвать: областной фестиваль авторской песни «Острова», фестивали авторской песни «Три брата» и «У Татарского пролива», областной фестиваль юных вокалистов «Дети XXI веку», областной фестиваль эстрадной песни «Роза островных ветров», областной фестиваль народной песни «Поет село родное». Раз в два года происходит областной Пасхальный фестиваль «Суждено России возродиться».
В сфере культурно-досуговой деятельности наиболее успешными сейчас являются фестивали «Патриот России» и «Островки созвездий».
Особое внимание специалистов Центра всегда уделялось проблеме сохранения традиционной культуры народов Севера. Первый смотр творчества народностей Севера состоялся в 1960 году в п. Ноглики. Сейчас ежегодно проходит несколько мероприятий в этом направлении, среди них — мастер-классы, концерты известных коллективов, выставки, а также детско-юношеский фестиваль народностей Севера «Наследники традиций» и областной фестиваль ремёсел коренных малочисленных народов Севера Сахалина «Живые традиции».
Брендом ОЦНТ является проект «Песня Сахалину». Идея создать конкурс с песнями о Сахалине была осуществлена впервые в 1994 году.
Театральная самодеятельность также не забыта в области. В 2010 году был успешно проведён фестиваль любительских театров «Победный 45-й», в 2011-м — фестиваль «Мой Чехов». Регулярно проводится фестиваль любительских кукольных театров «Волшебный мир за ширмой».
Крупнейший фестиваль народной культуры, который организует ОЦНТ — Международный фестиваль национальных культур «Содружество». Он проходит раз в три года. Последний фестиваль завершился в 2014 году. На нём выступили 7 известных ансамблей из различных регионов России, Южной Кореи, Китая. Вместе с ними участвовали 40 творческих коллективов Сахалинской области. Общее количество участников фестиваля составило 600 человек, концерты в течение нескольких дней прошли на 11 концертных площадках, их посмотрели более 12 тысяч зрителей.
Центр активно работает в сфере социального заказа. Он проводит торжественные церемонии, посвящённые основным Победным датам — 9 мая и 2 сентября (День завершения Второй Мировой войны) на главных площадях Южно-Сахалинска. Успешно проведены массовые мероприятия, посвящённые открытию ледового дворца «Кристалл» и Эстафете Олимпийского Огня 2014 года, тематические концерты на юбилей Сахалинской области.
В последние два года был также проведён ряд мастер-классов по народной хореографии, в 2015 году прошёл обширный хореографический фестиваль «Потешные заковырки».
Дважды в год ОЦНТ проводит советы директоров, привлекая преподавателей из высших учебных заведений и научных сотрудников из Москвы и Санкт-Петербурга.
Центр активно занимается издательской деятельностью. Каждый год выпускаются различные методические материалы, сборники сценариев, брошюры с информационно-аналитическими справками, буклеты о наиболее значимых мероприятиях. С 2010 года информация о текущей работе публикуется на официальном сайте центра.

## Структурное расположение
ОЦНТ является методическим и консультационным центром для культурно-досуговых учреждений Сахалинской области. Учредителем и собственником имущества ОЦНТ является Сахалинская область. Органом исполнительной власти, осуществляющим функции и полномочия учредителя ОЦНТ, является Министерство культуры и архивного дела Сахалинской области. Центром по координации и информационно-методическому обеспечению деятельности ОЦНТ является Государственный Российский Дом народного творчества.

## Функции
Сахалинский областной центр народного является информационно-методическим центром для клубных учреждений Сахалинской области.
Его основные функции:
- сохранение нематериального культурного наследия во всем многообразии жанров и этнических особенностей;
- создание методик интеграции традиционных творческих навыков в современный творческий процесс;
- информатизация и методическое обеспечение творческих процессов;
- организация и проведение народных праздников, фестивалей народного творчества и любительского искусства.

## Фестивали и конкурсы
В списке представлены регулярные и наиболее значимые события Сахалинского ОЦНТ по жанрам. Большинство регулярных мероприятий проходит раз в два года по плану, утверждённому Министерством культуры Сахалинской области. В среднем проводится около 30 крупных мероприятий в год.
Вокальные и музыкальные фестивали
- Областной фестиваль академического вокала «Я помню чудное мгновение»
- Областной фестиваль юных вокалистов «Дети XXI веку»
- Областной фестиваль джазовой музыки «Осенний блюз»
- Областные фестивали авторской песни «У Татарского пролива» и «У Трех Братьев»
- Областной фестиваль ретро-песен «Незабытые мелодии»
- Областной фестиваль-конкурс народных песен «Поет село родное»
- Областной фестиваль-конкурс «Песня Сахалину»
- Областной фестиваль «Шансон над Тымовской долиной»

Хореографические фестивали
- Областной фестиваль-конкурс современной хореографии «Импульс нового времени»
- Областной фестиваль-конкурс народного танца «Потешные заковырки»
- Областной фестиваль-конкурс детского хореографического искусства «Танцующий ангел»

Декоративно-прикладное искусство
- Выставка-конкурс декоративно-прикладного искусства «Чудеса рукотворные»
- Мастер-классы в рамках проекта «Мастерская ремесел»
- Мастер-классы и выставки в рамках фестиваля ремёсел «Живые традиции»
- Мастер-классы в рамках праздника обновления природы «Питул»
- Выставки-конкурсы любительского творчества в рамках семейного фестиваля «Островки созвездий»

Фестивали любительского творчества
- Областной фестиваль любительских кино- и видеофильмов «Сахалинский экран»
- Областной фестиваль любительских театров кукол «Волшебный мир за ширмой»
- Областные конкурсы ведущих игровых программ «Игромания», «Русские забавушки» и «Новогодний калейдоскоп»
- Фестивали любительских театров «Мой Чехов» и «Победный 45-й»

Культура коренных малочисленных народов Севера Сахалина
- Праздник обновления природы «Питул»
- Областной фестиваль ремёсел «Живые традиции»
- Областной детско-юношеский фестиваль художественного творчества КМНС «Наследники традиций»
- Праздник «Традиционные обряды нанай»

Многожанровые фестивали и конкурсы
- Международный фестиваль национальных культур «Содружество»
- Областной фестиваль «Патриот России»
- Конкурс русских народных праздников «Кладовая праздников»
- Областной Пасхальный фестиваль «Суждено России возродиться»
- Областной фестиваль семейного художественного творчества «Островки созвездий»
- Премия-конкурс для работников клубных учреждений области «На крыльях вдохновения»

События, связанные с календарными праздниками и памятными датами
- Митинги, военные парады и церемонии возложения цветов в День Победы, День памяти и скорби и День окончания Второй Мировой войны
- Праздничный концерт «Ну что тебе сказать про Сахалин» и рок-концерт на площади Победы, посвящённые 65-летию Сахалинской области
- Открытие ледового дворца «Кристалл» в Южно-Сахалинске
- Эстафета Олимпийского огня в Южно-Сахалинске
- Торжественная церемония закрытия Года Культуры в Южно-Сахалинске
- «Сахалинский сабантуй»